# Richard Karelson
Richard Karelson (ur. 1 sierpnia 1977) – estoński zapaśnik walczący w stylu klasycznym. Zajął jedenaste miejsce na mistrzostwach świata w 2002. Trzynasty na mistrzostwach Europy w 2002. Ósmy na igrzyskach wojskowych w 1999. Zdobył brązowy medal na wojskowych MŚ w 2010. Mistrz nordycki w 1998; drugi w 2002 i 2003. Wicemistrz Europy juniorów w 1995 roku.